# Luis Alberto Gutiérrez
Luis Alberto Gutiérrez Herrera (ur. 15 stycznia 1985 w Santa Cruz) – piłkarz boliwijski grający na pozycji lewego obrońcy. Jest wychowankiem klubu Oriente Petrolero.

## Kariera klubowa
Karierę piłkarską Gutiérrez rozpoczął w klubie Oriente Petrolero z rodzinnego Santa Cruz. W 2003 roku awansował do kadry pierwszej drużyny i wtedy też zadebiutował w niej w boliwijskiej Primera División. Swój pierwszy sukces osiągnął w debiutanckim sezonie, gdy wygrał z Oriente Petrolero Copa Aerosur. W 2004 roku wywalczył wicemistrzostwo Boliwii, a w 2005 roku ponownie sięgnął po Copa Aerosur. Wiosną 2009 był wypożyczony do izraelskiego klubu Hapoel Ironi Kiryat Szmona, a w połowie roku wrócił do Boliwii. W 2010 roku wywalczył z Oriente Petrolero kolejne wicemistrzostwo kraju.
| Sezon   | Klub                       | Kraj    | Rozgrywki        | Mecze | Bramki |
| ------- | -------------------------- | ------- | ---------------- | ----- | ------ |
| 2003    | Oriente Petrolero          | Boliwia | Primera División | 7     | 0      |
| 2004    | Oriente Petrolero          | Boliwia | Primera División | 24    | 3      |
| 2005    | Oriente Petrolero          | Boliwia | Primera División | 24    | 0      |
| 2006    | Oriente Petrolero          | Boliwia | Primera División | 36    | 0      |
| 2007    | Oriente Petrolero          | Boliwia | Primera División | 31    | 0      |
| 2008    | Oriente Petrolero          | Boliwia | Primera División | 21    | 1      |
| 2008/09 | Hapoel Ironi Kiryat Szmona | Izrael  | Ligat ha’Al      | 16    | 0      |
| 2009    | Oriente Petrolero          | Boliwia | Primera División | 10    | 1      |
| 2010    | Oriente Petrolero          | Boliwia | Primera División | 33    | 1      |
| 2011    | Oriente Petrolero          | Boliwia | Primera División |       |        |

## Kariera reprezentacyjna
W reprezentacji Boliwii Gutiérrez zadebiutował w 2007 roku. W 2011 roku został powołany do kadry na Copa América 2011. Na tym turnieju zagrał we 2 spotkaniach: z Argentyną (1:1) i z Kostaryką (0:2). W obu został ukarany żółtą kartką.